# Psilorhynchus robustus
Psilorhynchus robustus är en fiskart som beskrevs av Conway och Maurice Kottelat 2007. Psilorhynchus robustus ingår i släktet Psilorhynchus och familjen Psilorhynchidae. IUCN kategoriserar arten globalt som otillräckligt studerad. Inga underarter finns listade i Catalogue of Life.